# Dielektromos rúdantenna
A dielektromos rúdantenna egy antennaelem, amit leginkább a centiméteres, milliméteres és mikrohullámú tartományban használnak.
Kör vagy négyszög keresztmetszetű nyitott tápvonal hosszát adott permittivitású rúddal megnövelve olyan antennát kapunk, amely teljesítménye túlnyomó részét a dielektrikum tengelye irányában sugározza ki. Az így kialakított antennát a szakirodalom dielektromos rúdantennának nevezi.

## Felépítése
Primer sugárzója egy monopólus, amely egy egyik végén nyitott csőtápvonalban helyezkedik el.
A dielektrikum itt parazita sugárzóként működik, a monopólus által kisugárzott rádióhullámokat tereli tengelyirányba. A rúd legnagyobb és legkisebb átmérőjét az üzemi hullámhossz és a rúd anyagának permittivitása határozza meg, a rúd hosszát pedig a kívánt kisugárzási szög.
{\displaystyle d_{max}={\frac {\lambda _{0}}{\sqrt {\pi (\epsilon _{r}-1)}}}}
{\displaystyle d_{min}={\frac {\lambda _{0}}{\sqrt {2,5\pi (\epsilon _{r}-1)}}}}
- λ0 – üzemi hullámhossz
- dmax – legnagyobb rúdátmérő
- dmin – legkisebb rúdátmérő
- l – rúdhossz az üzemi hullámhosszhoz viszonyítva
- θ3dBi – -3dBi szinthez mért kisugárzási szög fokokban

## Gyakorlati felhasználása
Ezt az antennatípust centiméteres és milliméteres hullámokon használják, apertúrasugárzók fejegységeként. Előnye, hogy iránykarakterisztikája könnyen meghatározható a dielektromos rúd méreteiből.